# Turmstraße (métro de Berlin)
Turmstraße est une station de la ligne 9 du métro de Berlin, dans le quartier de Moabit.

## Histoire
La station ouvre le 28 août 1961. Lors de la construction de la station, la possibilité d'un croisement est envisagée avec la ligne 5 qui va d'est en ouest avec la ligne 9 qui va du nord au sud. Il s'agit de faire un court tunnel à travers la plate-forme. Afin de faciliter les correspondances avec les bus, on fait une sortie au centre qui donne accès au sud de la Turmstraße.
La plate-forme centrale mesure 110 m de long et 12,6 m de large.
La station se situe sous le Kleiner Tiergarten entre les rues commerçantes de Turmstraße et d'Alt-Moabit, où se situe la mairie de Tiergarten. Depuis juillet 2010, elle dispose aussi d'un ascenseur en plus des escaliers en pierre et mécaniques.

## Correspondances
La station de métro est en correspondance avec des stations d'omnibus de la Berliner Verkehrsbetriebe.